# Pokal (Trinkgefäß)

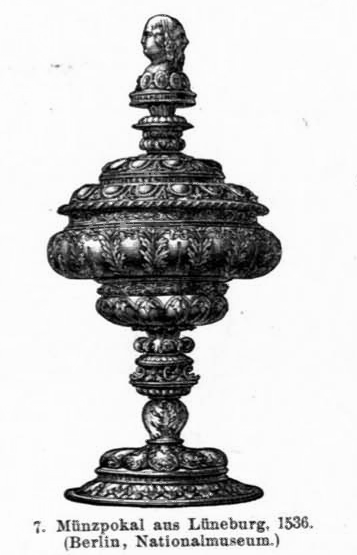
Münzpokal

Ein Pokal (von italienisch boccale „bauchiges Trinkgefäß“, zurückgehend auf altgriechisch βαύκαλις bá͞ukalis „Wein bzw. Wasser kühlendes Gefäß“) ist ein Trinkgefäß, dessen Schale (Kuppa) vom Fuß durch einen eigenen Schaft getrennt ist. Gläserne Pokale bezeichnet man als solche, wenn sie sich vom gestielten Weinglas durch Größe oder kostbare Verarbeitung abheben. Die Tazza hat zwar auch Fuß und hohen Schaft, aber anders als der Pokal eine sehr flache Kuppa. Vom Kelch und Ziborium unterscheidet er sich durch seinen profanen Gebrauch, vom Becher durch den hohen Schaft. Im älteren, vor allem poetischen Sprachgebrauch sind Becher und Pokal allerdings noch fast Synonyme.

## Materialien
Pokale wurden vor allem aus Metall, in erster Linie aus Silber hergestellt. Besonders kostbare Stücke waren im 16. Jahrhundert mit Edelsteinen, Perlen und Emailarbeiten angereichert. Heute werden auch andere weißglänzende Legierungen, versilberte, eloxierte und galvanisierte Materialien verwendet.
Pokale aus Zinn sind vor allem als „Willkomme“ überliefert. Größere Weingläser und repräsentative Schaustücke aus geschliffenem und geschnittenem Glas werden ebenso als Pokal bezeichnet. Dazu zählen auch die Gesundheitsgläser. Hölzerne Pokale in gedrechselter Machart waren im 16. und 17. Jahrhundert häufiger, als die wenigen erhaltenen Beispiele vermuten lassen. Auch gibt es Pokale aus Elfenbein, Alabaster, Serpentin, und exotischen Naturmaterialien wie Straußeneier, Kokos- und andere Nussschalen, Muschel- und Schneckengehäusen, die alle jedoch mehr Kunstkammerstücke waren als dass sie wirklich zum Trinken benutzt wurden.
Keramische Materialien sind wegen der Zerbrechlichkeit des Schaftes für diesen Gefäßtyp eher ungeeignet, man findet in der Geschichte des Kunsthandwerks daher auch kaum entsprechende Beispiele.

### Silberne Pokale

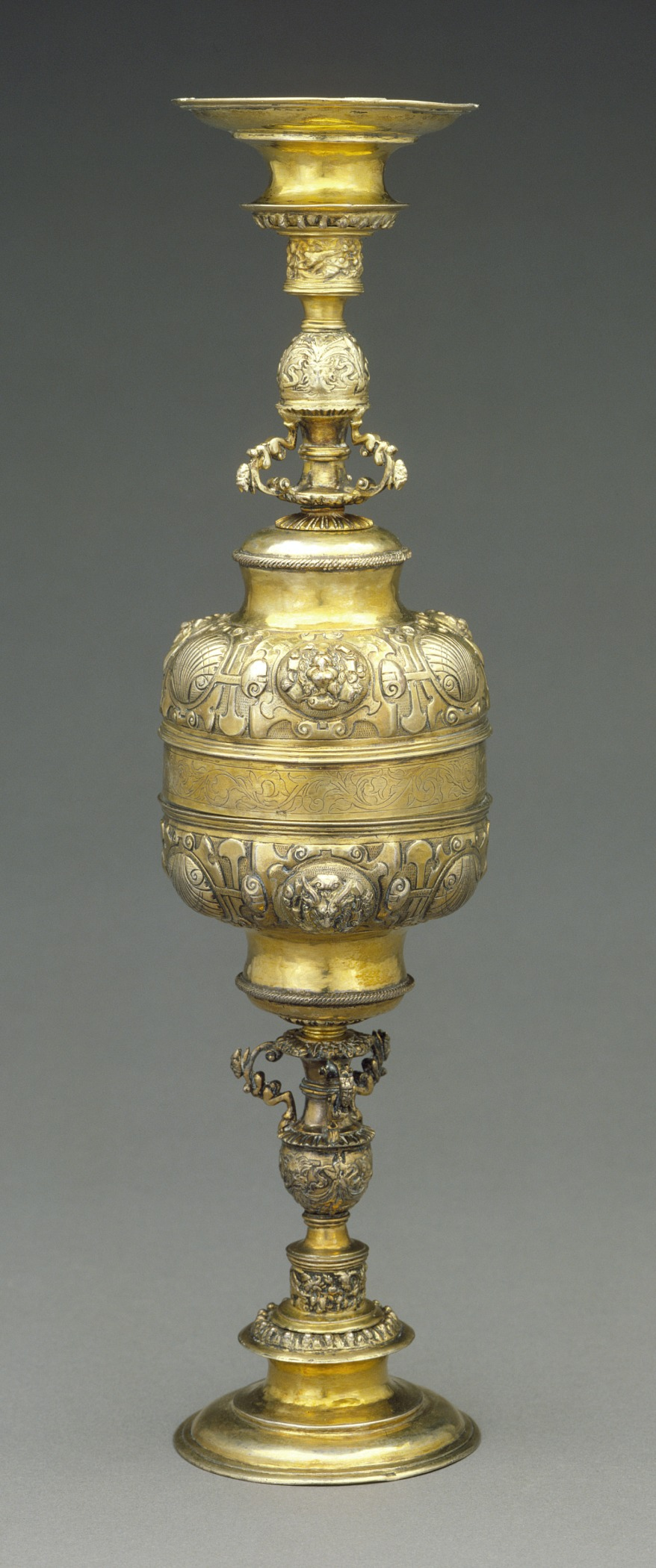
Doppelpokal, um 1600, Silber vergoldet

Ihre Formgeschichte und die Bedeutung, die sie in weltlichen Gepflogenheiten bis in die Gegenwart haben, sind ohne die Vorgeschichte des sakralen Kelches im Mittelalter nicht denkbar. Profane Pokale des Mittelalters sind selten. Zu den wenigen Ausnahmen gehören einige englische Beispiele. Der Kaiserpokal im Rathaus Osnabrück dagegen war ursprünglich wohl ein sakrales Ziborium.
Um 1500, mit dem Übergang vom Mittelalter zur Renaissance entstanden in Deutschland die ersten großartigen silbernen Pokale für fürstliche Kunstkammern und bürgerliche Ratssilberschätze. Zunächst ist ihre Form noch von der Buckelung bestimmt, die der Goldschmiedetechnik des Treibens sehr entgegenkommt. Sie gibt der Kuppa eine kleinteilig gegliederte, noch spätgotisch anmutende Gestalt. In verschiedenen Varianten, die teilweise als „Akelei-“, „Ananas-“ oder „Traubenpokal“ bezeichnet werden, hielt sich der Buckelpokal bis ins 17. Jahrhundert.
In der ersten Hälfte des 16. Jahrhunderts entwickelt sich daneben ein horizontal von Wülsten und Einschnürungen gegliederter Pokaltyp. Beim Doppelpokal (Abb.) sind zwei formähnliche Pokale mit den Lippenrändern aufeinandersetzbar, so dass der obere für den unteren als Deckel dient. Man schreibt ihm eine Rolle im Hochzeitsbrauchtum zu. Kleinere schlichtere, aber nie gänzlich ohne Ornament gelassene Pokale haben in den Jahrzehnten um 1600 wohl auch eine schlanke, becherförmig ausschwingende Kuppa. Silberne Pokale haben im 16. und 17. Jahrhundert nicht selten figürliche Schäfte, wenn nicht die baluster- oder vasenförmige Standardform gewählt wird. Wenn, einer Tendenz zum Naturalismus folgend, die Kuppa gelegentlich in Form eines Apfels, einer Birne oder Melone gebildet wird, ist der Schaft gern astförmig ausgebildet.
Die Anfertigung eines Pokals gehörte in vielen Goldschmiedezünften zu den Anforderungen an das Meisterstück, so war in Nürnberg seit 1531 (dann nach diesem Vorbild auch in anderen Städten) ein Akeleipokal vorgeschrieben. Pokale waren durchweg mit Deckeln versehen, auch wenn diese noch häufiger verloren gingen als die Gefäße selbst.
Da die Funktion des Pokals als Repräsentationsgeschenk und Schaustück stets darüber hinausging, bloßes Trinkgefäß zu sein, ist er durchweg mit Vergoldung und aufwändigem Ornament dekoriert. Seit dem späteren 17. Jahrhundert kommen kaum noch neue Pokale in den fürstlichen und städtischen Silberschätzen hinzu, Fayence, Porzellan und geschnittene Gläser treten auf dem festlich gedeckten Tisch mit der silbernen Tafelzier in Konkurrenz. Nur für die retrospektive Welt der Zünfte werden im 18. Jahrhundert noch silberne „Willkomme“ in Pokalform angefertigt.
Im 19. Jahrhundert erinnerte man sich wieder, wie die Schinkelschen Entwürfe zeigen, der „Würdeform“ des Pokals, und der Historismus im Kunsthandwerk trieb mit ihm seinen Kult überall dort, wo ein Sieg oder Jubiläum zu feiern ist. Die Mechanisierung in der Silberwarenindustrie machte den silbernen, vor allem aber den versilberten Pokal zum Serienartikel.

## Ausstellungen in Deutschland
Da es wohl kaum ein der Kulturgeschichte, Stadtgeschichte oder dem Kunsthandwerk gewidmetes Museum gibt, das nicht einige Pokale auszustellen hat sei auf wenige besondere Sammlungen hingewiesen:
Ungewöhnlich reiche Beispiele von silbernen Pokalen beherbergen das Grüne Gewölbe in Dresden, die Schatzkammer der Münchner Residenz und das Kunstgewerbemuseum Berlin.

„Huldigungspokale“ im Residenzmuseum im Celler Schloss
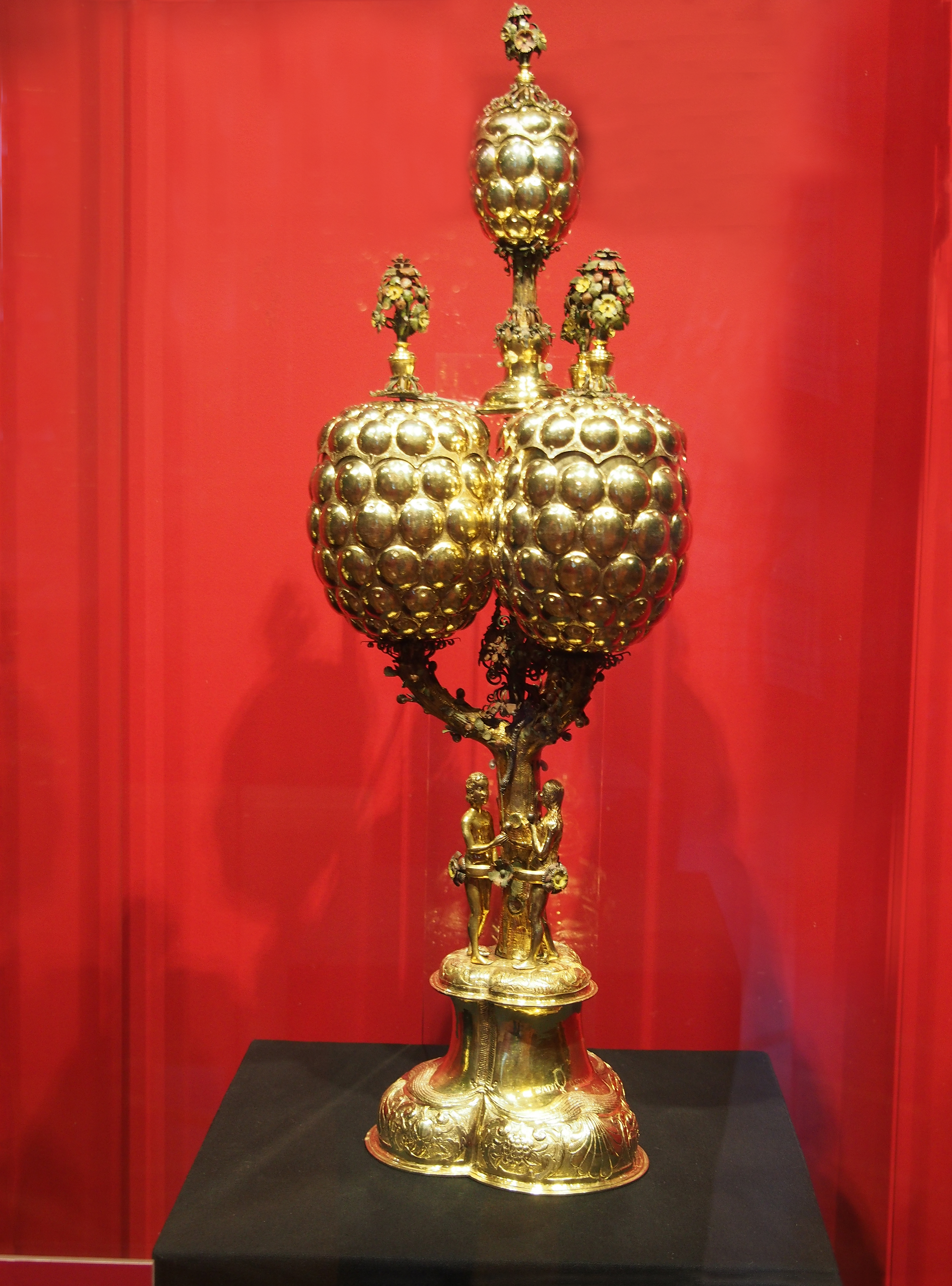
Vierfacher Traubenpokal von Christoph Uder
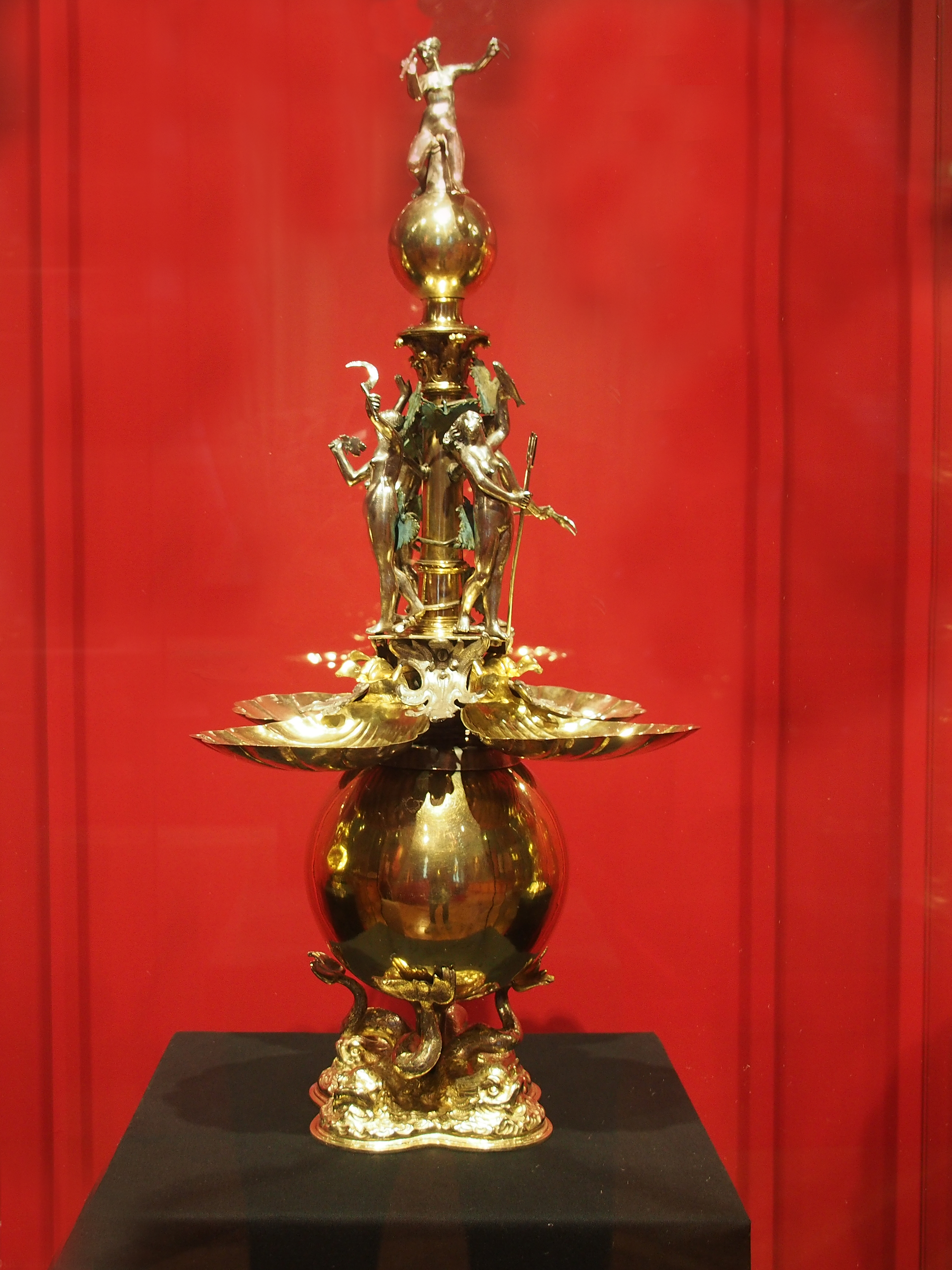
Hamburger Tischbrunnen
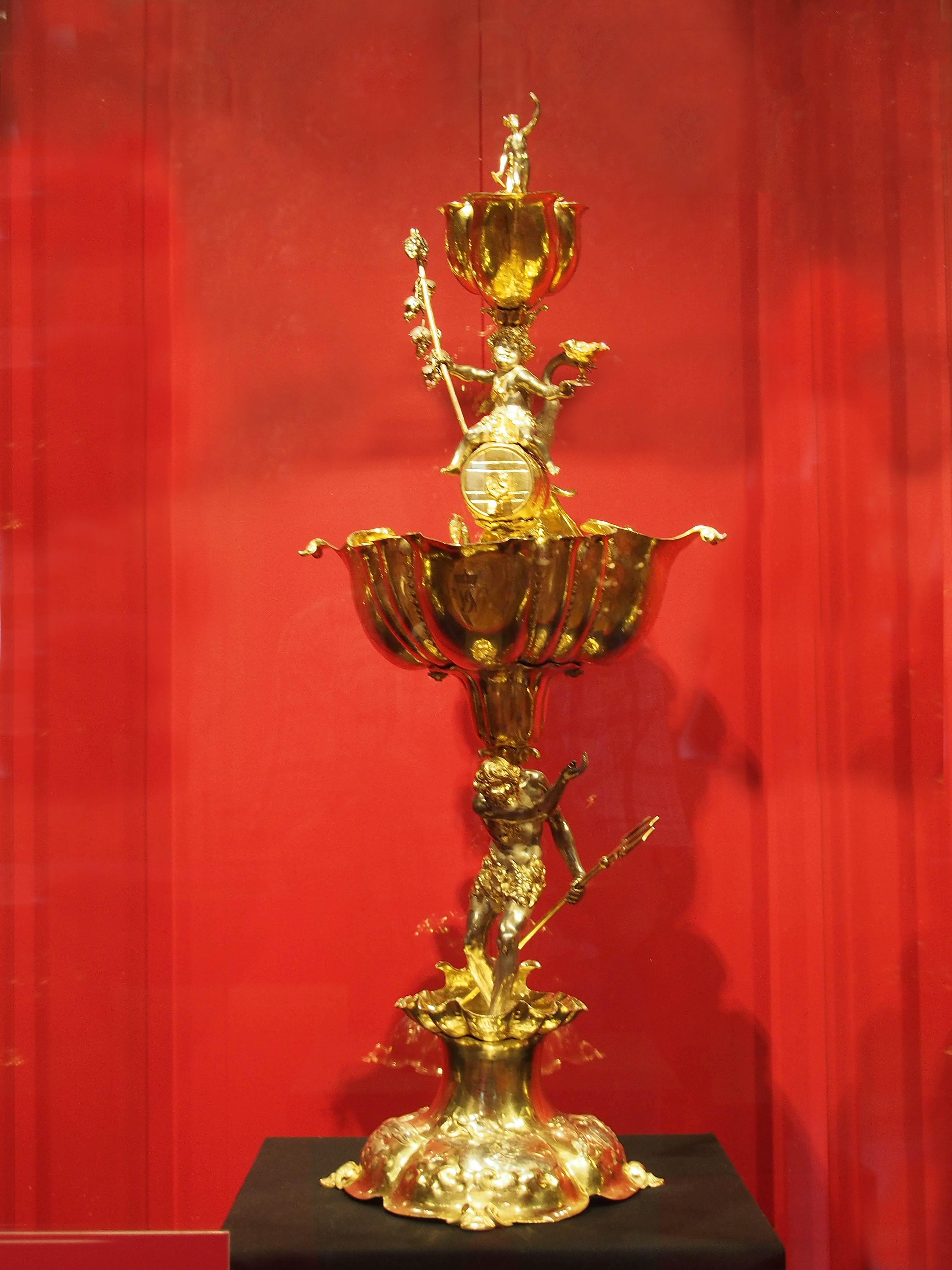
Tischbrunnen von Melchior I. Gelb